# ロスト・キング 500年越しの運命
『ロスト・キング 500年越しの運命』（ロスト・キング ごひゃくねんごしのうんめい、原題：The Lost King）は、2022年制作のイギリスのドラマ映画。
500年にわたり行方不明だった英国王リチャード3世の遺骨発見の立役者となったフィリッパ・ラングレーの実話の映画化。スティーヴン・フリアーズ監督。

## あらすじ
中年女性のフィリッパは、長く勤めた職場で上司から正当に評価されず、若い美人の新人にポストを奪われる等の理不尽な扱いに苛立っていた。ある日、シェイクスピアの劇「リチャード三世」を鑑賞したフィリッパは、主人公の悪名高き英国王リチャード3世が本当に世間一般に言われているように冷酷非情で、不当に王位を奪った簒奪者だったのか疑問を持った。自身も難病で痛みや倦怠感と戦っているフィリッパは、リチャード3世が身体障害ゆえに性格も歪んだという歴史的な定説に納得がいかなかったのだ。
多くの書籍や文献を読破し、リチャード3世を擁護する市民サークルにも参加するフィリッパ。そのために仕事も休みがちになったフィリッパの前に、リチャード3世の幻が現れるようになった。1485年に戦死したリチャード3世の遺体の始末については諸説あり、葬られたとしても墓の位置が不明なことを知るフィリッパ。
リチャード3世が葬られた可能性のある教会はすでに跡形もないが、神聖な教会の跡地は現代でも空き地である場合が多いと教えられるフィリッパ。素人ながらも、それまでの資料を繋ぎ合わせたフィリッパは、その地が駐車場になっていることを発見した。遺骨発掘のためにスポンサー探しを始めたが、ことごとく断られるフィリッパ。
考古学者のバックリーはレスター大学に所属して活動していたが、大学から資金援助を打ち切られ、目立つ仕事を求めてフィリッパの墓探しに協力を申し出た。市議会や大学と渡り合い、クラウドファンディングで資金調達するフィリッパ。
駐車場の発掘が開始され、すぐに人間の足の骨が発見された。しかしバックリーは、普通の埋葬遺体とみなして掘り進めようとしない。フィリッパは直感で発掘を強行し、その遺骨は特徴からリチャード3世であることが証明された。
遺骨発見の栄誉を独占して華々しく宣伝するレスター大学。フィリッパは脇に押しやられ、3世が不当な簒奪者だという定説も大学は否定しなかった。しかし、心ある人々は真の発見者であるフィリッパから話を聞きたがった。リチャード3世の残虐行為は後の王朝の作り話だと訴えるフィリッパ。現在の英国王室はフィリッパに勲章を授与し、リチャード3世が正当な王であることを認めて、その墓に王家の紋章を刻むことを許した。

## キャスト
※括弧内は日本語吹替
- フィリッパ・ラングレー：サリー・ホーキンス（渋谷はるか）
- ジョン・ラングレー：スティーヴ・クーガン（木下浩之）
- リチャード3世：ハリー・ロイド（宮崎遊）
- リチャード・バックリー：マーク・アディ（佐々木祐介）
- リチャード・テイラー：リー・イングルビー
- シーラ・ロック：アマンダ・アビントン